# GOLDEN YEARS Singles 1996-2001
『GOLDEN YEARS SINGLES 1996-2001』（ゴールデン・イヤーズ シングルス -）は、THE YELLOW MONKEYのシングル・コレクション・アルバム。2001年6月13日発売。発売元はBMGファンハウス。2013年12月4日に、リマスター盤Blu-spec CD2にて再発売された。

## 解説
活動休止宣言から約半年後に発売されたシングル・コレクション・アルバム。ファンハウス移籍後に発売されたシングルのA面曲が発売順に収録されている。
『THE YELLOW MONKEY SINGLE COLLECTION』と併せると、イギリス盤として逆輸入された「SUGAR FIX」を除く、活動休止以前の全シングル表題曲を揃えられる。
なお、本作は「聖なる海とサンシャイン」のシングル・バージョン、「BRILLIANT WORLD」が収録されている唯一のアルバム作品である。
2006年12月22日からはiTunes Storeおよびmoraでも配信が開始され、THE YELLOW MONKEYのアルバムとしては最初にオンライン配信販売されたアルバムとなった。

## メンバー・演奏者
- 吉井和哉 - ボーカル、ギター
- 菊地英昭 - ギター
- 廣瀬洋一 - ベース
- 菊地英二 - ドラムス

## 収録曲
| 全作詞・作曲: 吉井和哉。 |                                                  |           |            |                                              |      |
| #                        | タイトル                                         | 作詞      | 作曲・編曲 | 編曲                                         | 時間 |
| 1.                       | 「楽園」                                         | 吉井和哉  | 吉井和哉   | THE YELLOW MONKEY                            | 4:42 |
| 2.                       | 「LOVE LOVE SHOW」(シングル・バージョン)         | 吉井和哉  | 吉井和哉   | THE YELLOW MONKEY                            | 4:45 |
| 3.                       | 「BURN」(シングル・バージョン)                   | 吉井和哉  | 吉井和哉   | THE YELLOW MONKEY                            | 5:15 |
| 4.                       | 「球根」                                         | 吉井和哉  | 吉井和哉   | THE YELLOW MONKEY                            | 5:39 |
| 5.                       | 「離れるな」                                     | 吉井和哉  | 吉井和哉   | THE YELLOW MONKEY                            | 6:11 |
| 6.                       | 「MY WINDING ROAD」                              | 吉井和哉  | 吉井和哉   | THE YELLOW MONKEY                            | 5:00 |
| 7.                       | 「SO YOUNG」                                     | 吉井和哉  | 吉井和哉   | THE YELLOW MONKEY                            | 5:11 |
| 8.                       | 「バラ色の日々」(シングル・バージョン)           | 吉井和哉  | 吉井和哉   | THE YELLOW MONKEY・朝本浩文                  | 4:47 |
| 9.                       | 「聖なる海とサンシャイン」(シングル・バージョン) | 吉井和哉  | 吉井和哉   | THE YELLOW MONKEY・朝本浩文                  | 4:49 |
| 10.                      | 「SHOCK HEARTS」                                 | 吉井和哉  | 吉井和哉   | THE YELLOW MONKEY・森俊之                    | 4:18 |
| 11.                      | 「パール」                                       | 吉井和哉  | 吉井和哉   | THE YELLOW MONKEY                            | 3:42 |
| 12.                      | 「BRILLIANT WORLD」(シングル・バージョン)        | 吉井和哉  | 吉井和哉   | THE YELLOW MONKEY・JON JACOBS・DAVID MAURICE | 4:13 |
| 13.                      | 「プライマル。」(シングル・バージョン)           | 吉井和哉  | 吉井和哉   | THE YELLOW MONKEY・Tony Visconti             | 4:17 |
| 合計時間:                | 合計時間:                                        | 合計時間: | 62:49      |                                              |      |